# Audea hypostigma
Audea hypostigma är en fjärilsart som beskrevs av George Francis Hampson 1913. Audea hypostigma ingår i släktet Audea och familjen nattflyn. Inga underarter finns listade i Catalogue of Life.